# Celeste Bonin
Vous lisez un « bon article » labellisé en 2014.
Pour les articles homonymes, voir Bonin.
Celeste Beryl Bonin née le 7 octobre 1986 à Houston, au Texas est une catcheuse et modèle de body fitness américaine. Elle est connue pour son travail à la World Wrestling Entertainment (WWE) sous le nom de ring de Kaitlyn.
Elle fait ses débuts à la WWE en 2010 en rejoignant la Florida Championship Wrestling, le club-école de la fédération, avant d'être intégrée au tout dernier moment à la troisième saison de NXT en remplacement d'une participante renvoyée par la fédération juste avant le début de la saison qu'elle remporte le 30 novembre. Elle rejoint ensuite SmackDown, avant de devenir en 2013 championne des Divas de la WWE pour la première fois de sa carrière.

## Carrière

### Body fitness(2006-2010)
Celeste Bonin fait ses débuts dans le body fitness en 2006, à l'âge de 19 ans. En 2007, elle remporte le NPC John Sherman Classic Bodybuilding and Fitness Figure Championship dans la classe C, et est listée dans le top 5 au Musclemania Superbody en 2007. En 2008, elle est nommée Miss Novembre au calendrier Hardfitness, et classée 16e au Championnat canadien junior la même année, puis 5e à lʼArnold Classic dans la classe D. En 2009, elle est sélectionnée dans la catégorie « Hottie du jour » par Flex Magazine.

### World Wrestling Entertainment(2010-2014)

#### Territoires de développement et NXT (2010-2011)
En juillet 2010, Bonin signe un contrat avec la World Wrestling Entertainment. Elle est envoyée à la Florida Championship Wrestling (FCW), le club-école de la WWE. Elle commence ses entrainements sous le nom de ring de Celeste, puis de Ricki Vaughn ; elle ne luttera cependant jamais sous ces noms. Elle change à nouveau de nom pour celui de Kaitlyn. Le 22 août, lors d'un épisode de la FCW, elle fait ses débuts en tant que Lumberjill aux abords du ring avec les autres divas de la FCW lors du Lumberjill match entre AJ Lee et Naomi lors d'un match de championnat pour désigner la Queen of FCW.
Le 7 septembre, son apparition est annoncée pour la troisième saison de NXT, une émission qui s'apparente à un télé-crochet du catch, avec Vickie Guerrero comme mentor. Durant la première émission de NXT, elle perd un concours de danse remporté par Naomi, ainsi qu'une course de capture du drapeau remportée par Naomi,. La semaine suivante, elle remporte un match en équipe mixte avec Dolph Ziggler, face à Primo et A.J.. Après le match, elle serre dans ses bras son équipier et petit-ami de sa mentor Vickie (relation amoureuse scénaristique) ; elle remporte également une course d'obstacles durant la même soirée. Une semaine plus tard, elle perd un match en équipe avec les LayCool (Layla et Michelle McCool) face à Naomi, Kelly Kelly et Jamie. Le 28 septembre, elle remporte une course de brouettes, et gagne, la semaine suivante, un concours de talents dans lequel Kaitlyn dessine une caricature de Vickie Guerrero qui lui donne l'immunité pour la première élimination qui se déroule le soir même grâce à ses victoires dans les challenges. Plus tard dans la soirée, elle affronte sa mentor et remporte le match.
Le 19 octobre, Bonin perd un match face à Maxine. Ce match est considéré comme le pire match de catch de l'année 2010 par le Wrestling Observer Newsletter,. Le 26 octobre, Kaitlyn remporte un concours de déguisement d'Halloween en étant habillée comme sa mentor et en la parodiant. La semaine suivante, elle remporte dans le cadre du mariage scénaristique entre Goldust et Aksana, un concours d'ouverture de cadeau et embrasse Dolph Ziggler plus tard dans la soirée. Le 9 novembre, elle remporte un concours de bras de fer et perd, une semaine plus tard, lors d'un match face à Naomi. Lors des deux dernières émissions, elle perd un match face à Nikki Bella et remporte, lors de la dernière émission, un match face à Naomi avant d'être déclarée gagnante de la troisième saison de NXT. Elle remporte ainsi un contrat avec la WWE et annonce, le 3 décembre, son choix d'intégrer Smackdown.
Elle fait ses débuts dans le roster principal de la WWE en fin d'année 2010 lors du Raw des Slammy Awards le 13 décembre, en participant à une bataille royale avec 14 autres divas pour désigner la diva de l'année. Elle est éliminée la première, par Tamina.

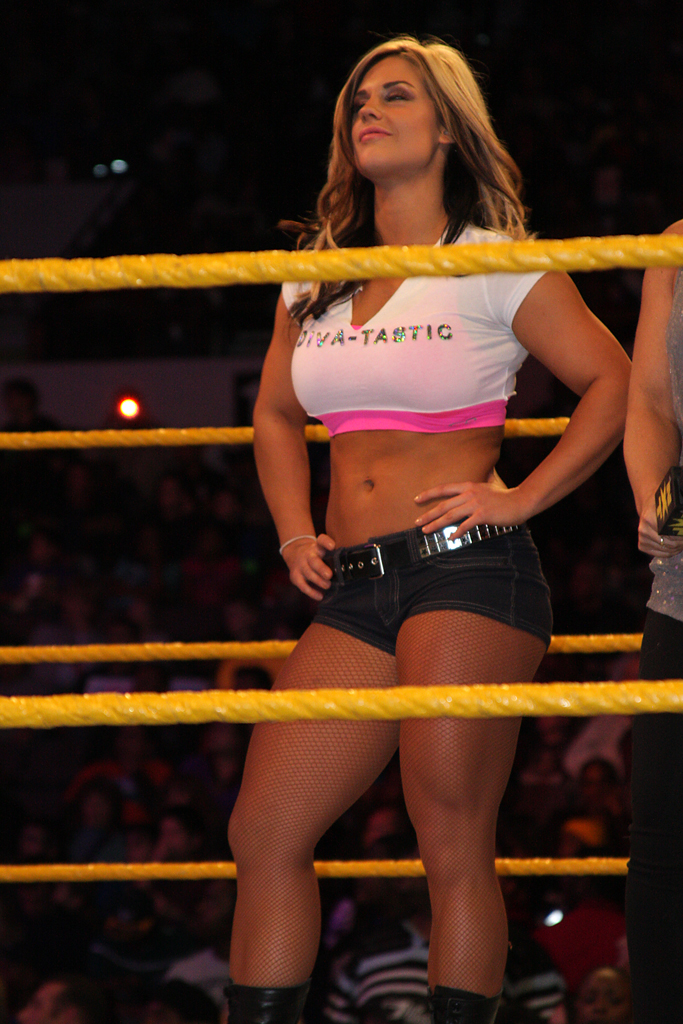
Kaitlyn en 2010

#### Alliance avec AJ Lee etNXT Redemption(2011-2012)
Kaitlyn, dès son premier match à Smackdown le 28 janvier 2011, perd avec Kelly Kelly, lors d'un match par équipe face aux LayCool (Layla El et Michelle McCool). Par la suite et jusqu'à la fin mai, elle retourne à la Florida Championship Wrestling. Entretemps, elle ne participe qu'à un match à Smackdown le 11 mars, dans lequel elle perd face à Layla. Elle y revient le 27 mai, forme une équipe avec AJ Lee, et entame une rivalité avec Alicia Fox et Tamina. Quelques semaines plus tard, Natalya rejoint l'équipe formée par AJ et Kaitlyn en participant et en gagnant lors d'un match par équipe face à Alicia Fox, Tamina et Rosa Mendes. Natalya tourne le dos à Kaitlyn et AJ durant le mois d'août, s'alliant à Beth Phoenix et formant les Divas of Doom. Kaitlyn et AJ entament alors une rivalité contre Beth Phoenix et Natalya pendant le reste de l'année. Le 12 août, AJ et Kaitlyn perdent leur match face aux Divas of Doom, et le match revanche le 23 septembre. Cette rivalité prend fin dans un dark match en ouverture de Smackdown le 9 décembre.
Le 1er février 2012, lors de NXT Redemption, elle entame une rivalité avec Maxine, qui accuse Kaitlyn d'avoir des vues sur son petit ami Derrick Bateman. La semaine suivante à NXT, les deux jeunes femmes s'affrontent, et Kaitlyn remporte le match. Le 29 février, Kaitlyn avoue ses sentiments pour Bateman (élément scénaristique) dans un segment (un speech des catcheurs sur le ring) impliquant Alicia Fox et Justin Gabriel, et où elle embrasse Bateman avant que Maxine arrive. Un match opposant les deux divas est organisé et c'est Kaitlyn qui l'emporte.
Le 14 mars, Kaitlyn et Bateman battent Maxine et Johnny Curtis dans un combat par équipe mixte. La semaine suivante, Maxine et Curtis accusent Kaitlyn et Bateman d'avoir enlevé Matt Striker. Ce dernier est retrouvé, le 11 avril, dans un placard gardé par Curt Hawkins et Tyler Reks. La rivalité avec Maxine reprend le 16 mai, avec Kaitlyn gagnant par soumission. Le 30 mai, elle gagne face à Tamina, en présence de Maxine aux côtés des commentateurs, mettant fin à cette rivalité.

#### Rivalité avec Eve Torres pour leDivas Championship(2012-2013)
Le 15 juillet 2012, Kaitlyn participe et gagne, lors de Money in the Bank, lors d'un match en équipe avec Layla et Tamina Snuka, contre Beth Phoenix, Natalya et Eve Torres. Le 10 août à SmackDown, Kaitlyn propose à Booker T, le manager général (GM) de l'émission, de devenir son assistante, ce qu'il accepte, mais Eve Torres intervient et se plaint de cette décision car ayant été la première à avoir effectué cette demande. Booker T organise alors un match entre les deux jeunes femmes la semaine suivante, qui permettra à la gagnante d'obtenir le poste. Le 13 août à Raw, Kaitlyn gagne avec Layla, face à Eve et Beth Phoenix. Lors du SmackDown suivant, Kaitlyn perd face à Eve et ne devient donc pas l'assistante de Booker T. Le 20 août à Raw, Kaitlyn remporte une bataille royale afin de devenir, pour la première fois de sa carrière, challenger au WWE Divas Championship, détenu par Layla. Elle obtient donc un match pour le titre à Night of Champions. Cependant, Kaitlyn se fait attaquer en coulisses dans la soirée par une personne masquée, et se blesse à la cheville (blessure scénaristique). Son match étant annulé, elle est remplacée par Eve Torres qui remporte le titre, ce scénario a été fait car Kaitlyn ne devait pas remporter la bataille royale le 20 août mais la victoire devait revenir à Eve,.
Le 24 septembre à Raw, Kaitlyn fait son retour et dénonce une soi-disant personne blonde qui l'aurait attaquée. Elle obtient son match de championnat à Raw le 8 octobre face à Eve, mais ne remporte pas le match à la suite d'une prise de soumission sur sa cheville blessée. Le 26 octobre à SmackDown, Kaitlyn et Layla perdent face à Eve et Aksana, à la suite d'une frappe accidentelle de Layla contre Kaitlyn. À Hell in a Cell, Kaitlyn perd un match triple menace pour le titre des Divas, dans lequel Layla participe et dans lequel Eve conserve sa ceinture. Le 12 novembre à Raw, Kaitlyn gagne face à Layla, et obtient une nouvelle chance pour le titre lors des Survivor Series. Dans la même soirée, Kaitlyn se fait de nouveau agresser en coulisses mais elle prend cette fois le dessus et démasque Aksana. Aux Survivor Series, elle ne parvient pas à battre Eve pour le titre. Le lendemain à Raw, elle gagne face à Aksana. Lors de TLC : Tables, Ladders and Chairs, elle perd une bataille royale de divas spéciale Noël à cause d'une intervention de Eve, et ne devient donc pas challenger au titre des Divas. Le lendemain lors du Raw spécial Slammy Awards, Kaitlyn gagne face à Eve lors d'un match dans lequel le titre n'est pas en jeu. Le 21 décembre à SmackDown, elle gagne face à Eve par disqualification, cette dernière ayant fait trébucher l'arbitre.

#### Divas Champion, perte du titre et diverses rivalités (2013-2014)

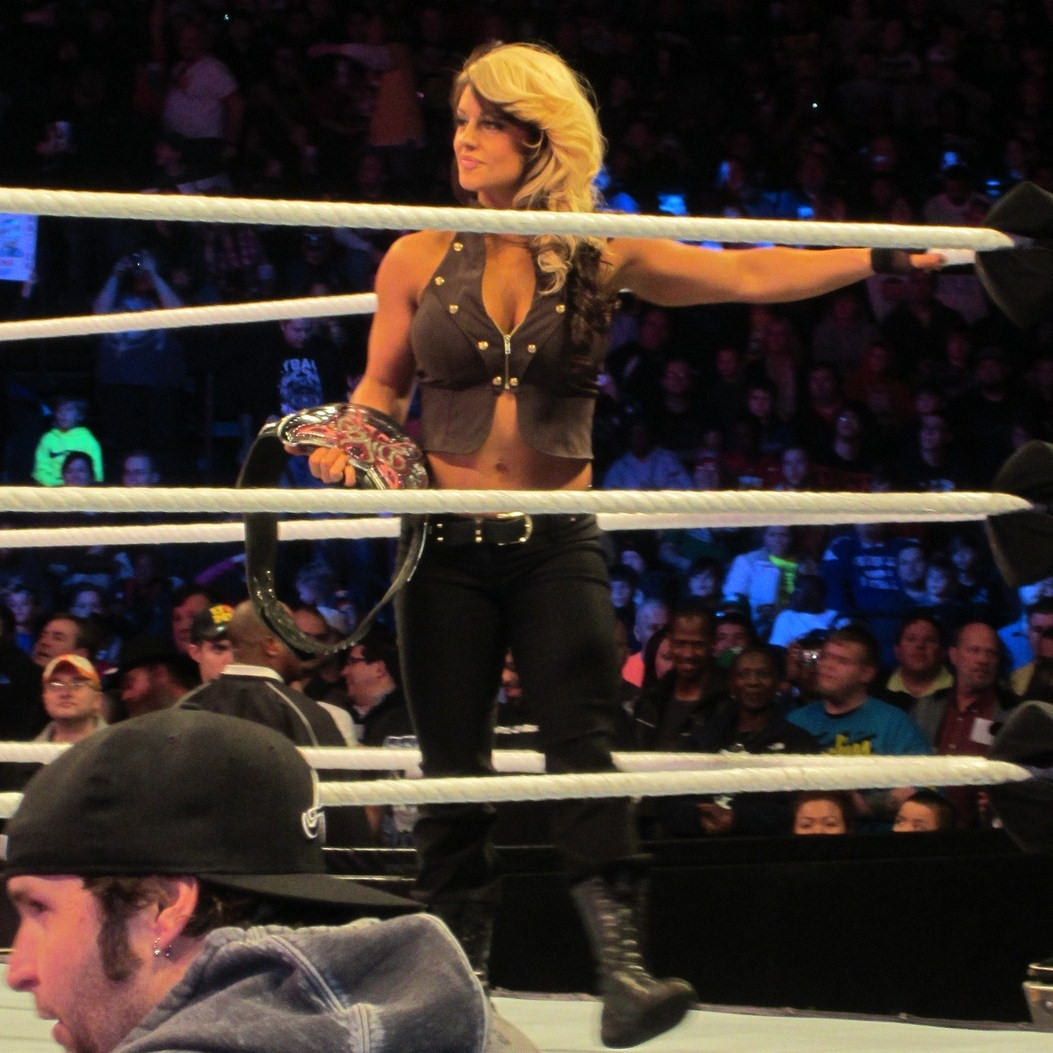
Kaitlyn durant son règne de championne des Divas.

Lors du premier épisode de Raw de l'année 2013, Kaitlyn gagne à nouveau face à Eve Torres, pour le titre des Divas, par décompte à l'extérieur, cette dernière fuyant le match. La semaine suivante, lors des 20 ans de Raw, Kaitlyn finit par remporter le championnat des Divas, en battant Eve (qui aurait perdu le titre en cas de disqualification ou de décompte à l'extérieur). Sa première défense de titre se déroule à Elimination Chamber où elle conserve son titre face à Tamina Snuka. Le 25 mars, elle se fait attaquer en coulisses par AJ Lee au milieu d'une discussion avec Daniel Bryan et Kane. Plus tard, elle perd contre AJ Lee par décompte extérieur. Le 29 mars à Smackdown, elle gagne un match par équipe mixte avec Daniel Bryan contre AJ Lee et Dolph Ziggler.
Le 22 avril, elle assiste à la bataille royale de Divas, remportée par AJ Lee, afin de désigner sa nouvelle challenger. À NXT le 24 avril, elle gagne face à AJ Lee, et conserve son titre. Le 29 avril à Raw, en coulisses, Kaitlyn reçoit un cadeau de la part d'un admirateur secret, et en recevra les semaines suivantes, sans savoir de qui il s'agit. Pendant Extreme Rules, une altercation entre Kaitlyn et AJ se déroule dans les coulisses, après insulte. Kaitlyn rencontre enfin son admirateur secret à Raw le 10 juin, qui s’avère être Big E Langston, ceci n'étant qu'un stratagème de sa rivale pour briser psychologiquement la championne des Divas.
À Payback, Kaitlyn perd son titre face à AJ Lee. Après le match, elle fond en larmes et les autres divas tenteront de la réconforter, en vain. Le 24 juin à Raw, Kaitlyn gagne contre Aksana, puis AJ Lee, venue déguisée en Kaitlyn, rejoue la scène de l'admirateur secret avec Big E Langston pour se moquer d'elle. Elle se venge sur sa rivale à SmackDown le 28 juin. Kaitlyn vient à son tour déguisée en AJ Lee, parvient à causer la défaite de cette dernière face à Natalya, et lui porte son Spear après le match. Le 1er juillet, elle gagne face à Alicia Fox et après son match, AJ intervient et elle montre une photo de Kaitlyn avant qu'elle soit à la WWE où on la voit grosse (la photo est truquée) et lui annonce qu'elle l'affrontera pour le titre des Divas à Money in the Bank, le 14 juillet. Le 8 juillet à Raw, elle fait équipe avec Layla, contre AJ Lee et Alicia Fox, mais le match se termine en No Contest après l'attaque de Kaitlyn sur AJ Lee. Le 12 juillet, Kaitlyn et AJ sont sur le ring pour signer le contrat de leur match à Money In The Bank. Naomi, Cameron, Alicia Fox, Aksana, Natalya et Layla sont présentes. AJ montre des messages humiliants que Kaitlyn a envoyé à son faux admirateur secret. Elles finissent par se battre ; Kaitlyn gifle Big E Langston et porte son spear à AJ Lee. À Money In The Bank, Kaitlyn perd son match de championnat contre AJ Lee.
Elle revient dans le ring à Smackdown le 26 juillet en portant son Spear sur AJ. Elle obtient un match pour le championnat des Divas d'AJ le 2 août, qu'elle perd à cause d'une intervention de Layla. Elle perd contre Layla le 5 août à Raw et le même soir, elle intervient dans le match Dolph Ziggler contre Big E Langston pour affronter AJ qui accompagnait Big E. Le 9 août à SmackDown, Ziggler puis Kaitlyn interviennent lors du Miz TV, une interview faite par The Miz, dont les invités sont AJ Lee et Big E Langston. The Miz annonce alors un match mixte par équipe qui opposera Kaitlyn et Dolph Ziggler à AJ Lee et Big E Langston lors de SummerSlam, match que Kaitlyn et Dolph Ziggler remportent.
Après plusieurs apparitions dans des spectacles non retransmis à la télévision, elle revient à SmackDown le 11 octobre où elle participe à un match en équipe avec Natalya et Eva Marie contre Naomi, Cameron et Brie Bella que son équipe perd. Aux Survivor Series, elle fait partie de l'équipe des True Divas avec AJ Lee, Tamina Snuka, Alicia Fox, Aksana, Rosa Mendes et Summer Rae qui perd contre celle des Total Divas (Brie et Nikki Bella, Eva Marie, JoJo, Naomi, Cameron et Natalya) dans un match par équipe à élimination, match considéré comme le pire match de l'année par le Wrestling Observer Newsletter ; lors d'une interview en 2014, Celeste Bonin déclare ne pas comprendre sa présence dans l'équipe des True Divas, du fait qu'elle n'était pas membre de Total Divas. Le lendemain à Raw, les True Divas perdent le match revanche dans un même match à élimination. Après plusieurs apparitions dans Superstars et Main Event où elle bat Aksana, et perd contre AJ Lee et Summer Rae, elle réapparaît à Raw le 30 décembre aux côtés de Summer Rae, Aksana, Alicia Fox et Rosa Mendes, gagnant face à Brie et Nikki Bella, Naomi, Cameron et Eva Marie.

#### Départ (2014)
Le 8 janvier 2014 à Main Event, Kaitlyn perd face à AJ Lee dans ce qui sera son dernier match à la WWE. Le jour de la diffusion de cette émission, le départ de Celeste Bonin est annoncé. Quelques jours plus tard elle a expliqué son départ dans une vidéo où elle annonce qu'elle souhaite créer un site internet de vente de vêtements et d'appareils de body fitness pour les femmes.

### Circuit Indépendant (2018-...)
Le 22 décembre 2017, Bonin annonce sur les réseaux sociaux qu'elle reprend l'entraînement à l'école de catch de la Coastal Championship Wrestling (CCW) en Floride,. Le 10 février 2018, elle bat Rachael Ellering avec son Spear.

### Retour à la World Wrestling Entertainment (2018)
À la fin du mois de juin, Bonin évoque un éventuel retour à la World Wrestling Entertainment (WWE) au cours d'une interview. Le 11 juillet, la WWE annonce que Kaitlyn va participer au tournoi Mae Young Classic II.
Le 19 septembre lors de l'épisode du Mae Young Classic, elle passe le premier tour en battant Kavita Devi. Le 10 octobre lors du deuxième tour, elle est éliminée par Mia Yim.

## Palmarès
- World Wrestling Entertainment
  - 1 fois WWE Divas Championship
  - Gagnante de la saison 3 de NXT
- Slamforce Africa (SFA)
- 1 fois championne féminine de la SFA

## Distinctions
- Pro Wrestling Illustrated
  - Classée 5e du classement Top 50 Females en 2013[94]

- Wrestling Observer Newsletter
  - Pire combat de l'année 2010 contre Maxine le 19 octobre à NXT[10]
  - Pire combat de l'année 2013 avec AJ Lee, Tamina Snuka, Alicia Fox, Aksana, Rosa Mendes et Summer Rae contre Brie et Nikki Bella, Eva Marie, JoJo, Naomi, Cameron et Natalya aux Survivor Series le 24 novembre[77]

## Vie privée
Le 27 novembre 2013, Kaitlyn se fiance à son petit ami PJ Braun, un bodybuilder. Ils étaient des amis proches depuis un long moment avant de commencer à sortir ensemble en été 2013. Ils se sont mariés le 20 juin 2014 et ont divorcé pendant l'année 2017,.
En octobre 2016, elle entre en cure de désintoxication car elle est alcoolique et dépendante aux drogues,.
Elle est également la meilleure amie d'AJ Lee, et Goldberg est son idole[réf. nécessaire].

## Médias
Bonin est occasionnellement membre du site Hardbody.com, et contribue aux interviews, photos et blogs. En août 2012, elle apparaît dans Honour Magazine. En octobre 2013, le personnage de Kaitlyn apparaît dans les jeux vidéo WWE 2K14.